# 노키아 루미아 2520
노키아 루미아 2520(Nokia Lumia 2520)은 노키아가 개발한 윈도우 RT 태블릿 컴퓨터로, 노키아 최초의 유일한 윈도우 기반 태블릿이자 노키아 인터넷 태블릿 계열 이후로 노키아 최초의 태블릿이다. 마이크로소프트 루미아 시리즈의 윈도우 폰 제품의 설계를 공유하는 이 장치는 10.1인치(26센티미터)의 1080p 디스플레이와 선택적 파워 키보드 독(추가 배터리 장착), USB, 물리 하드웨어 자판과 더불어 4G LTE를 지원하는 쿼드 코어 스냅드래곤 800 칩을 포함하고 있다. 여러 추측과 내용 유출이 잇따르다가 루미가 2520은 2013년 10월 22일에 공식적으로 공개되었으며 2013년 11월 21일 북아메리카에 출시되었다.
2520은 디자인, 디스플레이 부문에서, 또 통신 데이터를 제공하는 최초의 윈도우 RT 태블릿이라는 점에서 대체적으로 긍정적인 평가를 받았다. (마이크로소프트 자체 서피스 2가 곧 해당 옵션을 포함하여 판매되기는 했음) 그러나 이 장치는 키보드 락 디자인과 더불어 운영 체제의 사용 가능한 소프트웨어가 부족하다는 비평을 받기도 했다. (윈도우 RT에 온전한 데스크톱 프로그램을 구동하는 기능이 없었으므로)
2014년 4월 이후로 마이크로소프트 모바일에 의해 유지보수되고 판매되었다. 노키아 루미아 2520은 2015년 2월 2일부로 마이크로소프트에 의해 생산이 중단되었으며 이 때는 서피스 2의 생산이 중단된지 한 달 만이다.
노키아의 전화 사업 부문이 마이크로소프트에 인수된 이후 노키아는 노키아 N1을 제조하기 시작했다.